# آرثر سميث (لاعب رماية)
آرثر سميث (بالإنجليزية: Arthur Smith)‏ هو لاعب رماية جنوب أفريقي، ولد في 24 يوليو 1887 في إنفرنيس في المملكة المتحدة، وتوفي في 23 أكتوبر 1958 في ديربان في جنوب أفريقيا.

## وصلات خارجية
- آرثر سميث على موقع أوليمبيديا (الإنجليزية)